# And Then We Kiss
«And Then We Kiss» — песня американской певицы Бритни Спирс. Она была написана Спирс, Марком Тейлором и Полом Барри, продюсирование возглавил Тэйлор. Песня не попала в окончательный трек-лист In the Zone, и позже была ремиксована Junkie XL и включена в первый альбом ремиксов Спирс B in the Mix: The Remixes (2005). Она также вошла в EP, чтобы продвинуть альбом ремиксов Key Cuts from Remixed. Ремикс был выпущен промосинглом в Австралии и Новой Зеландии. Оригинальная версия от Тэйлора просочилась в интернет в сентябре 2011.
Ремикс от Junkie XL «And Then We Kiss» — это евро-транс песня с влиянием техно и использованием дэнс-рок гитар, синтезаторов и симфонических струнных инструментов. Слова повествуют о поцелуе и различных ощущениях, которые испытывает женщина, включая дрожь, плач и стоны. Junkie XL объяснил, что он хотел сделать из песни версию 2006 года от Depeche Mode «Enjoy the Silence». Ремикс от Junkie XL «And Then We Kiss» был хорошо принят музыкальными критиками, некоторые даже посчитали, что это потенциальный хит радио и клубов. Песня не появилась в главных чартах. Однако, достигла пика на пятнадцатой строке в US Billboard Hot Dance Airplay. Песня появилась в Dance Dance Revolution SuperNOVA.

## Предпосылка
«And Then We Kiss» была написана Спирс, Марком Тейлором и Полом Барри, продюсером стал Тэйлор. Песня была записана в одной сессии с «Breathe on Me», и изначально должна была войти в In the Zone (2003). Версия, где продюсером стал Тэйлор, напоминает чем-то жанр электроники у Мадонны в Ray of Light (1998), при участии фламенко гитары и примечательно основным вокалом Спирс. «And Then We Kiss» стал британским и японским бонусным треком в Britney & Kevin: Chaotic (2005), но был заменен на «Over to You Now» по неизвестным причинам.
Песня была ремиксована Junkie XL и выпущена на её альбоме ремиксов B in the Mix: The Remixes (2005). В списке создателей и Тэйлор, и Junkie XL значились продюсерами песни. Все инструменты, включая гитару, басгитару, синтезатор и барабаны, были использованы Junkie XL. Мастерингом занялся Чаз Харпер на Battery Mastering. В сентябре 2005 Billboard объявил, что ремикс будет использован для рекламной кампании парфюма Спирс Fantasy. The Junkie XL Remix был выпущен промосинглом с B in the Mix: The Remixes 31 октября 2005 в Австралии и Новой Зеландии вместе с «And Then We Kiss». Версия песни, продюсированная Тэйлором оставалась невыпущенной годами до тех пор, пока новый микс песни не назвали оригинальной песней, которая просочилась в интернет 2 сентября 2011. После предположений, что это может быть фейк, Тейлор подтвердил авторство Бредли Штерну из Muumuse.com 5 сентября 2011.

## Композиция
«And Then We Kiss» длится четыре минуты и двадцать восемь секунд. Это евро-транс песня с влиянием техно и использованием синтезаторов. В песне сочетается дэнс-рок гитары и симфонические струнные инструменты с оркестровым обертоном. Слова повествуют о поцелуе и различных чувствах, которые являются протагонистами песни, включая дрожь, плач и стон. В начале она поет строчки «Лежу одна / Трогаю свою кожу», что предполагает, что, возможно, вся песня — это просто на самом деле фантазия. Вокал Спирс намного менее заметный, чем в оригинальной версии. В интервью с About.com Junkie XL сказал, что он хотел бы превратить песню «в версию 2006 года Enjoy the Silence с настоящими электронными мощными ритмами и приятной мелодичной гитарой. Несмотря на тот факт, что [Бритни] поет в ней, это мог бы быть трек с моего альбома, потому что он на той же волне. Я действительно рад конечному результату, также как и они».

## Отзывы

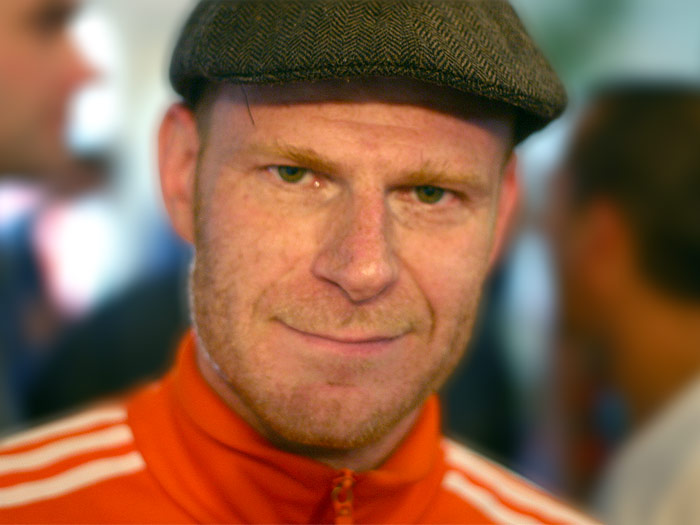
Junkie XL сделал ремикс на «And Then We Kiss», который вошел в B in the Mix: The Remixes.

Ремикс от Junkie XL Remix на «And Then We Kiss» получил положительные отзывы от музыкальных критиков. Дженнифер Вайанярд из MTV отметила: «„And Then We Kiss“ — потенциальный радио или клубный хит — если Jive активно продвигал бы [B in the Mix]». Барри Уолтерс из Rolling Stone сказал, что ремикс «передает приятную игру симфонических струнных инструментов и дэнс-рок гитар» в этой мелодии, в то время как Спенс Д. из IGN заметил, что Junkie XL превратил «ремикс в недооцененный эпизод с духом неоготики и стаккато ритмами». Обозреватель из Yahoo! Shopping посчитал, что песня — это «греза». Курт Кирттон из About.com сказал, что ремиксы на «And Then We Kiss», «Toxic», «Touch of My Hand», «Someday (I Will Understand)» и «…Baby One More Time» «держат марку»; Грегг Шапиро из Bay Area Reporter, однако, сказал: «многие недостатки в пронзительном, холодном и механическом голосе Спирс выходят на первый план» в ремиксах. Писатель из MTV Бредли Штерн похвалил ремикс Junkie XL, написав, «высокопарный ремикс, обнаруженный продюсером Junkie XL и официально (до сих пор) невыпущенный студией, „And Then We Kiss“ […] и плавно переходящий в один из самых шикарных, продуманных музыкальных моментов Спирс за всю историю».
«And Then We Kiss» не была официально выпущена промосинглом в США, хотя это не помешало ей на то время появиться в Billboard Hot 100. Несмотря на это, промовинилы были посланы на радиостанции, которые начали проигрывать песню неофициально, это привело к тому, что она получила достаточное количество эфиров, чтобы попасть в чарт Hot Dance Airplay журнала Billboard в начале 2006. Он дебютировал на 25 строке в чарте 25 февраля 2006, достигнув новой позиции на 23 строке на следующем входе. После пятинедельного нахождения в чарте «And Then We Kiss» достиг пика на 15 строке 25 марта 2006. Песня провела в общей сложности в чарте одиннадцать недель, появившись в последний раз 6 мая 2006. Несмотря на выпуск синглом в Австралии и Новой Зеландии, «And Then We Kiss» не попал в главные чарты в обеих странах.

## Список композиций
- Цифровое скачивание[6][7]

1. «And Then We Kiss»  — 4:28

- 12" Винил[16]

1. «And Then We Kiss» (Junkie XL Remix)  — 4:28
2. «And Then We Kiss» (Junkie XL Remix Instrumental)  — 4:28
3. «And Then We Kiss» (Junkie XL Undressed Remix)  — 4:41
4. «And Then We Kiss» (Junkie XL Undressed Remix Instrumental)  — 4:41

## Чарты
| Чарт (2006)                      | Наивысшая позиция |
| -------------------------------- | ----------------- |
| Израиль (Media Forest)           | 1                 |
| U.S. Billboard Hot Dance Airplay | 15                |

## Участники записи
- Бритни Спирс — главный вокал, авторство
- Майкл Тэйлор — авторство
- Пол Барри — авторство
- Марк Тэйлор — продюсер
- Junkie XL — продюсер, ремиксер, все инструменты
- Чаз Харпер — мастеринг

Источник: